# دولنی هبیتی
دولنی هبیتی (به چکی: Dolní Hbity) یک منطقهٔ مسکونی در جمهوری چک است که در ناحیه پریبرام واقع شده‌است.